# Liste der Biografien/Nof
Liste der Biografien |
Portal Biografien |
Personensuche
# |
A |
B |
C |
D |
E |
F |
G |
H |
I |
J |
K |
L |
M |
N |
O |
P |
Q |
R |
S |
T |
U |
V |
W |
X |
Y |
Z |
?
 
Na |
Nb |
Nc |
Nd |
Ne |
Nf |
Ng |
Nh |
Ni |
Nj |
Nk |
Nl |
Nm |
Nn |
No |
Nr |
Ns |
Nt |
Nu |
Nv |
Nw |
Nx |
Ny |
Nz
 
Noa |
Nob |
Noc |
Nod |
Noe |
Nof |
Nog |
Noh |
Noi |
Noj |
Nok |
Nol |
Nom |
Non |
Noo |
Nop |
Nor |
Nos |
Not |
Nou |
Nov |
Now |
Nox |
Noy |
Noz
Die Liste der Biografien führt alle Personen auf, die in der deutschsprachigen Wikipedia einen Artikel haben. Dieses ist eine Teilliste mit 18 Einträgen von Personen, deren Namen mit den Buchstaben „Nof“ beginnt.

## Nof

### Nofe
- Nöfer, Günter (1928–2000), deutscher Politiker (CDU), MdL
- Nöfer, Werner (* 1937), deutscher Maler und Grafiker
- Noferi, Giovanni Battista († 1782), italienischer Geiger und Komponist
- Noferini, Desiree (* 1987), italienische Schauspielerin und Model

### Noff
- Noffke, Elsa (1905–1943), deutsche Verlagsangestellte und Widerstandskämpferin gegen den Nationalsozialismus
- Noffke, Ernst (1903–1973), deutscher antifaschistischer Widerstandskämpfer, Verlagsleiter, Redakteur und Übersetzer
- Noffke, Siegfried (1939–1962), deutsches Todesopfer der Berliner Mauer

### Nofl
- Noflaner, Franz Josef (1904–1989), italienischer Schriftsteller, Maler und Zeichner (Südtirol)
- Noflatscher, Heinz (* 1954), österreichischer Historiker

### Nofr
- Nofret, altägyptische Königsmutter
- Nofret, altägyptische Königstochter
- Nofret, hochgestellte weibliche Persönlichkeit im antiken Ägypten während der 4. Dynastie des Alten Reiches (um 2.600 vor Christus)
- Nofret, altägyptische Königin
- Nofretete, altägyptische KöniginNofretete

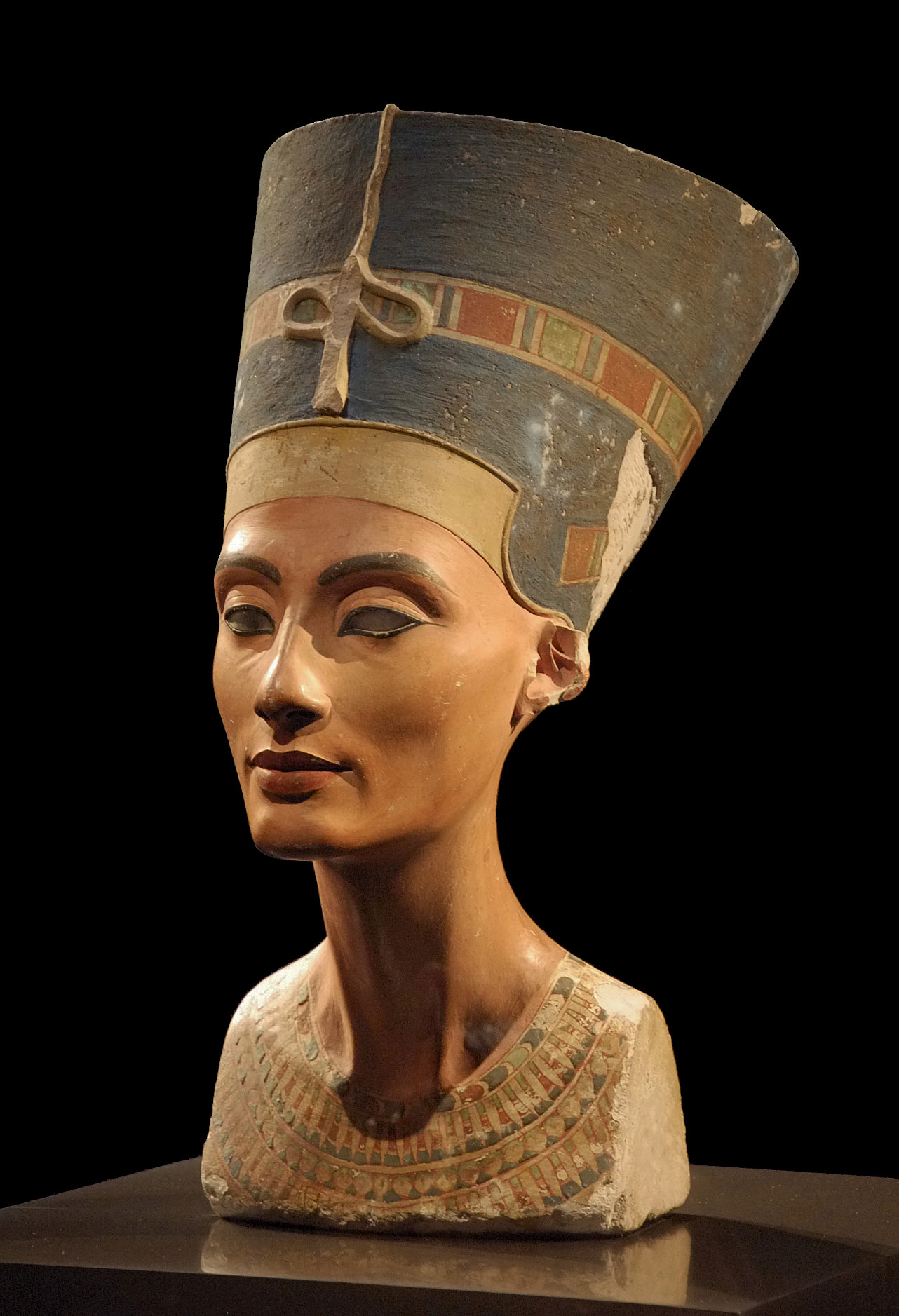
Nofretete

- Nofrethenut, Königin der altägyptischen 12. Dynastie
- Nofrubiti, Tochter von Thutmosis I.
- Nofrusobek, altägyptische Königin der 12. Dynastie

### Nofu
- Nofuji, Yūki (* 1987), japanischer Snowboarder